# كيندال إليس
كيندال إليس (بالإنجليزية: Kendall Ellis)‏ هي عداءة سريعة أمريكية، ولدت في 8 مارس 1996 في فلوريدا في الولايات المتحدة.

## وصلات خارجية
- كيندال إليس على موقع الاتحاد الدولي لألعاب القوى (الإنجليزية)
- كيندال إليس على موقع الاتحاد الأمريكي لسباقات المضمار والميدان (الإنجليزية)
- كيندال إليس على موقع TFRRS.org (الإنجليزية)
- كيندال إليس على موقع اللجنة الأولمبية الدولية (الإنجليزية)
- كيندال إليس على موقع أوليمبيديا (الإنجليزية)
- كيندال إليس على موقع اللجنة الأولمبية والبارالمبية الأمريكية (الإنجليزية)